# 古部賢一
古部 賢一（ふるべ けんいち、1968年- ）は、日本のオーボエ奏者、指揮者。

## 来歴
大阪市港区池島二丁目の銭湯「道義湯」（現在は廃業）の4代目として生まれる。中学校2年生の時に、吹奏楽部に入部していた妹が楽しそうだったのと、顧問教諭に誘われオーボエと出会う。このとき、古部を吹奏楽部に誘ったのは、現大阪桐蔭高等学校吹奏楽部総監督の梅田隆司である。後の東京藝術大学への進学も、梅田の勧めであった。
大阪府立大手前高等学校卒業。1浪の後、東京藝術大学音楽学部器楽科入学。在学中4年生時に新日本フィルハーモニー交響楽団首席オーボエ奏者に就任。1995年から翌年にかけてドイツ国立ミュンヘン音楽大学大学院に留学。これまでにオーボエを中山和彦、北島章、小畑善昭、小島葉子、ランダル・ヴォルフガング、ギュンター・パッシンらに、室内楽を村井祐児、中川良平らに師事。2000年に出光音楽賞受賞。東京音楽大学准教授、相愛音楽大学非常勤講師、札幌大谷大学芸術学部の客員教授を務めるほか、日本銭湯文化協会の銭湯大使を務める。